# К-140 (атомний підводний човен СРСР)
| К-140 | К-140                                                            | К-140                                                            |
| --- | ---------------------------------------------------------------- | ---------------------------------------------------------------- |
| К-140 |                                                                  |                                                                  |
| |                                                                  |                                                                  |
| Схематичне зображення радянського атомного підводного човна типу 667АМ «Навага-М»                                          |                                                                  |                                                                  |
| Верф | завод № 402, Сєверодвінськ                                       | завод № 402, Сєверодвінськ                                       |
| Під прапором | СРСР                                                             | СРСР                                                             |
| Належність | Військово-морський флот СРСР                                     | Військово-морський флот СРСР                                     |
| Порт приписки | Сайда-Губа, Гаджієво                                             | Сайда-Губа, Гаджієво                                             |
| Закладений | 19 вересня 1965                                                  | 19 вересня 1965                                                  |
| Спуск на воду | 23 серпня 1967                                                   | 23 серпня 1967                                                   |
| Введений до складу флоту                                                                                                   | 30 грудня 1967                                                   | 30 грудня 1967                                                   |
| Перекваліфікований | 1978 року модифікований за проєктом 667АМ                        | 1978 року модифікований за проєктом 667АМ                        |
| Виведений зі складу флоту                                                                                                  | 19 квітня 1990 року виведений зі складу флоту                    | 19 квітня 1990 року виведений зі складу флоту                    |
| На службі | 1967–1990                                                        | 1967–1990                                                        |
| Сучасний статус | 1998 року утилізований                                           | 1998 року утилізований                                           |
| Бойовий досвід | Холодна війна                                                    | Холодна війна                                                    |
| Проєкт |                                                                  |                                                                  |
| Тип ПЧ | атомний підводний човен з балістичними ракетами                  | атомний підводний човен з балістичними ракетами                  |
| Розробник проєкту | ЦКБ МТ «Рубін»                                                   | ЦКБ МТ «Рубін»                                                   |
| Головний конструктор | О. Я. Марголін                                                   | О. Я. Марголін                                                   |
| Класифікація НАТО | Yankee-II                                                        | Yankee-II                                                        |
| Основні характеристики |                                                                  |                                                                  |
| Швидкість (надводна) | 15 вузлів (29 км/год)                                            | 15 вузлів (29 км/год)                                            |
| Швидкість (підводна) | 28 вузлів (54 км/год)                                            | 28 вузлів (54 км/год)                                            |
| Робоча глибина занурення                                                                                                   | 320 м                                                            | 320 м                                                            |
| Гранична глибина занурення                                                                                                 | 400 м                                                            | 400 м                                                            |
| Автономність плавання | 90 діб                                                           | 90 діб                                                           |
| Екіпаж | 119 осіб (32 офіцери, 38 мічманів, 49 матросів)                  | 119 осіб (32 офіцери, 38 мічманів, 49 матросів)                  |
| Розміри |                                                                  |                                                                  |
| Довжина найбільша (по КВЛ)                                                                                                 | 128 м                                                            | 128 м                                                            |
| Ширина корпусу найб. | 11,7 м                                                           | 11,7 м                                                           |
| Середня осадка (по КВЛ) | 7,9 м                                                            | 7,9 м                                                            |
| Водотоннажність надводна                                                                                                   | 7 760 т                                                          | 7 760 т                                                          |
| Водотоннажність підводна                                                                                                   | 11 500 т                                                         | 11 500 т                                                         |
| Силова установка |                                                                  |                                                                  |
| Атомна: 2 × водо-водяні реактори ВМ-2-4 2 паротурбінні установки ОК-700 2 турбозубчасті агрегати ТЗА-635 2 турбогенератори |                                                                  |                                                                  |
| Гвинти | 2                                                                | 2                                                                |
| Потужність | 180 МВт                                                          | 180 МВт                                                          |
| Озброєння |                                                                  |                                                                  |
| Торпедно- мінне озброєння                                                                                                  | 4 ТА калібру 533-мм (16 торпед), 2 ТА калібру 400-мм (4 торпеди) | 4 ТА калібру 533-мм (16 торпед), 2 ТА калібру 400-мм (4 торпеди) |
| Ракетне озброєння | ракетний комплекс Д-11 з 12 ПУ БРПЧ Р-31                         | ракетний комплекс Д-11 з 12 ПУ БРПЧ Р-31                         |
| ППО | 1 ПЗРК «Стріла-3М»                                               | 1 ПЗРК «Стріла-3М»                                               |

К-140 (рос. К-140) — радянський атомний підводний човен проєкту 667АМ «Навага-М». Закладений 19 вересня 1965 року на заводі № 402 у Сєверодвінську на стапелі цеху № 50. 23 серпня 1967 року спущений на воду. 30 грудня 1967 року включений до складу Північного флоту ВМФ СРСР.

## Історія служби
11 січня 1968 року К-140 включили до складу 31-ї дивізії підводних човнів 12-ї ескадри підводних човнів Північного флоту з базуванням на Сайда-губу.
4 листопада 1972 року на «Звєздочці» розпочато переобладнання корабля за проектом 667АМ «Навага-М». У ході робіт здійснено заміну ракетного комплексу Д-5 з рідкопаливними ракетами Р-27 на розроблений у КБ «Арсенал» комплекс Д-11 з першими радянськими твердопаливними балістичними ракетами морського базування Р-31. У зв'язку з зростанням габаритів ракет кількість ракетних шахт скоротилася з 16 до 12, збільшилася висота «горба» надбудови.
4 вересня 1976 року К-140 вийшов на державні випробування. На борту крім здавальної команди знаходилася велика кількість розробників та конструкторів різних систем корабля на чолі із заступником головного конструктора Е. А. Горигледжаном. Усього на човні перебувало понад 400 осіб при штатній чисельності екіпажу близько 120. Випробування завершилися 8 жовтня, після чого до грудня продовжувалися доопрацювання систем та підготовка до запуску ракет. 21 грудня у Кандалакській затоці (Біле море) відбувся перший у СРСР підводний запуск твердопаливної ракети із сухим стартом. Пуск було здійснено з глибини 50 метрів на швидкості 5 вузлів.
У 1977 році було зроблено 6 пусків ракет, з них успішно здійснено лише один. З червня 1977 року до лютого 1978 року проводилися доопрацювання проекту. Корабель перебазувався у бухту Ягельна. Протягом 1978 року зроблено 7 пусків ракет, більшість завершилися успішно. Влітку 1979 року на «Звєздочці» проходили роботи з усунення зауважень, і у вересні 1979 року К-140 успішно пройшов державні випробування, у тому числі здійснивши пуск двох ракет на повну дальність від краю Нової Землі по полігону Кура на Камчатці.
22 жовтня 1984 року в Мотовській затоці К-140, що прямував у надводному положенні, в умовах поганої видимості зіткнувся з К-373.